# K-391
Kenneth Nilsen (sinh ngày 2 tháng 11 năm 1994) hay được biết đến với nghệ danh K-391  (hoặc IIIIXI) là một nhà sản xuất âm nhạc người Na Uy. Anh được biết đến với đĩa đơn năm 2018 "Ignite", hợp tác với Alan Walker, Julie Bergan và Seungri đã đạt vị trí số một ở Na Uy.

## Sự nghiệp
K-391 bắt đầu sự nghiệp của mình với tư cách là một nghệ sĩ vào năm 2009. Anh ấy được biết đến với cái tên Keosni, sau đó anh ấy đổi thành KON-391 (Tên viết tắt của tên đầy đủ của anh ấy kèm theo những con số mà ý nghĩa của nó chưa được biết đến), sau đó anh ấy rút gọn lại thành K-391. Năm 2013, hãng thu âm NoCopyrightSounds đã phát hành bài hát "Dream Of Something Sweet" của anh với sự góp mặt của Cory Friesenhan vào ngày 22 tháng 12 năm 2013. Bài hát cuối cùng của anh trên hãng đĩa là "Earth", phát hành vào ngày 30 tháng 4 năm 2016.
Năm 2017, K-391 và Alan Walker phát hành đĩa đơn hợp tác "Ignite", đây là bản làm lại của ca khúc "Godzilla" năm 2015 của anh ấy với sự góp mặt của ca sĩ Marvin Divine. Mặc dù bài hát này là một sự hợp tác nhưng anh chỉ nhận phần nghệ sĩ góp mặt trong bài hát. Bài hát ban đầu được phát hành dưới dạng là nhạc không lời, được phát hành vào ngày 7 tháng 4 năm 2017, thông qua hãng thu âm MER và Sony Music của Alan Walker. Một phiên bản của bài hát với sự góp giọng của ca sĩ kiêm nhạc sĩ người Na Uy Julie Bergan và ca sĩ Hàn Quốc Seungri sau đó đã được phát hành vào ngày 11 tháng 5 năm 2018. Mặc dù bản nhạc không lời đã được phát hành thông qua MER và Sony Music, bản nhạc có lời hát đã được phát hành dưới hãng đĩa Liquid State, một hãng thu âm tập trung vào nhạc dance điện tử. Bản nhạc có giọng hát được đánh giá là hay hơn đáng kể so với bản nhạc không lời trước đó. Những khoảng thời gian sau đó, K-391 tiếp tục hợp tác với Alan Walker, cho phát hành các bài hát như "Tired" và "All Falls Down".
Vào ngày 30 tháng 11 năm 2018, K-391 hợp tác với Alan Walker và ca sĩ người Mỹ Sofia Carson trong đĩa đơn "Different World", kết hợp với CORSAK, thông qua MER và Sony Music Entertainment. Bài hát là bản làm lại bài hát năm 2014 của anh có tên "Sevje". Vào ngày 14 tháng 12 năm 2018, anh xuất hiện trong album đầu tay cùng tên của Alan Walker, cùng với "Lily" với Emelie Hollow. Sau đó anh đã hợp tác với các nhà sản xuất Tungevaag, Mangoo và Alan Walker để tạo ra bản làm lại của "Eurodancer" của Mangoo, ban đầu được phát hành vào năm 2000. Bài hát được phát hành vào ngày 30 tháng 8 năm 2019 với tên "Play". Năm 2020, Nilsen cùng với Alan Walker và Ahrix tạo ra đĩa đơn End Of Time.

## Danh sách đĩa nhạc

### Album kết hợp
| Tiêu đề      | Thông tin                                                                           |
| ------------ | ----------------------------------------------------------------------------------- |
| Hello, World | - Phát hành: 1 tháng 8 năm 2018 - Hãng đĩa: IIIIXI AS, MER - Định dạng: Kỹ thuật số |

### Album góp mặt
| Tiêu đề                                                                | Năm  | Vị trí | Vị trí | Vị trí | Vị trí   | Album             |
| Tiêu đề                                                                | Năm  | NOR    | FIN    | SWE    | US Dance | Album             |
| ---------------------------------------------------------------------- | ---- | ------ | ------ | ------ | -------- | ----------------- |
| "Ignite" (với Alan Walker, Julie Bergan và Seungri)                    | 2018 | 1      | 5      | 13     | 28       | Non-album singles |
| "Mystery" (với Wyclef Jean)                                            | 2018 | —      | —      | —      | —        | Non-album singles |
| "Play" (với Alan Walker, Tungevaag and Mangoo)                         | 2019 | 2      | 11     | 25     | 32       | Non-album singles |
| "End of Time" (với Alan Walker and Ahrix)                              | 2020 | 4      | —      | 60     | 24       | Non-album singles |
| "-" hiển thị bản ghi không có bảng xếp hạng hoặc không được phát hành. |      |        |        |        |          |                   |

## Giải thưởng
- Đề cử giải Spellemann cho Bản hit của năm